# Alliance Française di Bologna
Prima Alliance Française creata in Italia nel 1946, l'Alliance Française di Bologna è il punto di riferimento della cultura francese e francofona per la città di Bologna. Da più di 70 anni opera sul territorio in stretta collaborazione con i servizi culturali dell'Ambasciata di Francia in Italia, presenti a Bologna attraverso la Délégation Culturelle del  Bureau de Coopération Linguistique et Artistique.
Membro della rete della Federazione delle Alliances Françaises in Italia, vuole essere un luogo di dialogo interculturale, un forum di dibattiti che mira alla comprensione tra i popoli dentro e fuori dall'Europa, uno spazio privilegiato di scoperta delle tradizioni e delle innovazioni della Francia e dei paesi francofoni.

## Le attività del centro

### Corsi di lingua francese e formazione
Centro ufficiale di Lingua e Cultura francese situato nel centro storico di Bologna, l'Alliance française di Bologna propone corsi di lingua francese conformi al Quadro Comune Europeo di Riferimento per la conoscenza delle Lingue tenuti da insegnanti madrelingua e specializzati in Français Langue Etrangère (Insegnamento del francese agli stranieri) secondo le più recenti pratiche pedagogiche. 
L'Alliance Française di Bologna è il centro di esame ufficiale a livello regionale per il conseguimento del DELF Diplôme d'Etudes en Langue Française e il DALF Diplôme Approfondi de Langue Française (DALF), esami ufficiali di certificazione internazionale del Ministère de l'Education Nationale, Ministero francese della Pubblica Istruzione.
A questa si affianca una ricca attività di formazione per i professori di francese della Scuola Pubblica italiana, in collaborazione con l'Ufficio Scolastico Regionale dell'Emilia-Romagna.

### Attività culturali
L'Alliance Française svolge un'intensa attività culturale in sede e fuori sede, spesso in collaborazione con i diversi enti pubblici e privati della città e dell'Emilia-Romagna: rassegne di cinema francese in collaborazione con la Cineteca di Bologna, conferenze, incontri con
scrittori e personalità del mondo culturale francese, francofono e italiano, mostre d'arte o di fotografia, concerti in collaborazione con il Bologna Festival, il Bologna Jazz Festival e AngelicA - festival internazionale di musica, spettacoli teatrali in collaborazione con i maggiori teatri della regione.
Inoltre partecipa ai programmi strutturanti di cooperazione artistica dell'Ambasciata di Francia in Italia come "Suona Francese" e "La Francia si muove".